# Sciades herzbergii
Sciades herzbergii är en fiskart som först beskrevs av Bloch, 1794.  Sciades herzbergii ingår i släktet Sciades och familjen Ariidae. Inga underarter finns listade i Catalogue of Life.